# Vansbro
Vansbro est le chef-lieu de la commune de Vansbro, dans le comté de Dalécarlie, en Suède. La localité est assez récente, fondée lors de la création de la ligne de chemin de fer la desservant[Quand ?].